# Liste der Stolpersteine in Walsrode
Die Liste der Stolpersteine in Walsrode enthält alle Stolpersteine, die im Rahmen des gleichnamigen Projekts von Gunter Demnig in Walsrode verlegt wurden. Mit ihnen soll an Opfer des Nationalsozialismus erinnert werden, die in Walsrode lebten und wirkten.
Die Vorbereitung, Umsetzung und inhaltliche Auseinandersetzung zu den Stolpersteinen wurde als gemeinsames Projekt der weiterführenden Schulen Felix-Nussbaum-Schule, Realschule, Gymnasium und berufsbildender Schule umgesetzt.

## Verlegte Stolpersteine
| Bild | Person, Inschrift                                                                                                  | Adresse           | Verlege- datum | Weitere Informationen |
| ---- | --- | ----------------- | -------------- | --------------------- |
|      | Hier wohnte Edith Hurwitz Jg. 1901 Heimatort 1938 verlassen deportiert 1941 Minsk ermordet                         | Kirchplatz 11 ·   | 30. Nov. 2009  |                       |
|      | Hier wohnte Daniel Moses Jg. 1860 gedemütigt/entrechtet tot 1938                                                   | Lange Straße 41 · | 30. Nov. 2009  |                       |
|      | Hier wohnte Paul Neuberg Jg. 1872 deportiert 1943 Theresienstadt 1944 Auschwitz ermordet                           | Moorstraße 9 ·    | 30. Nov. 2009  |                       |
|      | Hier wohnte Käthe Littauer geb. Neuberg Jg. 1901 Heimatort 1935 verlassen deportiert 1942 Ghetto Warschau ermordet | Moorstraße 9 ·    | 30. Nov. 2009  |                       |
|      | Hier wohnte Ernst Neuberg Jg. 1904 Heimatort 1935 verlassen deportiert 1941 Riga ermordet                          | Moorstraße 9 ·    | 30. Nov. 2009  |                       |
|      | Hier wohnte Emilie Neuberg geb. Steinberg Jg. 1876 deportiert 1943 Theresienstadt 1944 Auschwitz ermordet          | Moorstraße 9 ·    | 30. Nov. 2009  |                       |